# Виноградова, Елена Николаевна
Елена Николаевна Виноградова (род. 19 марта 1955, Ленинград — 25 октября 2007, Санкт-Петербург) — российский врач-инфекционист, доктор медицинских наук, профессор СПб МАПО, руководитель Санкт-Петербургского Центра по профилактике и борьбе со СПИД и инфекционными заболеваниями..

## Биография
Родилась в семье врачей А. Г. Рахмановой и Виноградова Ивана Ивановича.

### Медицинская деятельность
В 1988 году защитила кандидатскую диссертацию по вирусному гепатиту, несколько лет преподавала в 1-м ЛМИ на кафедре инфекционных болезней.
В 1993 году перешла на работу в НИИ гриппа в клинику вирусных гепатитов, а потом заведовала Городской инфекционной больницей № 10, ставшей позднее Гепатологическим центром.
При участии профессоров А. А. Яковлева и А. Е. Борисова внедрила новые методы лечения больных прогрессирующими формами хронических гепатитов, в том числе в цирротической стадии болезни. Благодаря молекулярно-биологическим методам диагностики, противовирусной терапии в совокупности с эндоскопическими и хирургическими методами лечения, им удалось позитивно решить судьбы многих безнадежных больных. На базе Гепатологического центра были подготовлены специалисты, кандидаты и доктора наук, которые в настоящее время продолжают и совершенствуют эти исследования.
В 1997 году Е. Н. Виноградова защитила диссертацию на степень доктора медицинских наук на тему «Вирусные гепатиты В и С (проблемы диагностики и терапии)».
По заданию Комитета по здравоохранению Правительства Санкт-Петербурга возглавила городской Центр СПИДа и сумела убедить руководство в необходимости присоединения к поликлинике стационара — городского гепатологического центра. Объединение этих служб потребовало немало усилий.
Возглавив Городской центр по профилактике СПИДа, Виноградова развивала партнерство с инфекционной больницей № 30 им. С. П. Боткина. Понимая, что борьба со СПИДом представляет собой проблему международного характера, она поддерживала сотрудничество со специалистами Швеции, Нидерландов, США. При внедрении новых форм работы, Виноградова использовала опыт зарубежных стран, которые раньше оказались в эпидемии ВИЧ-инфекции.
Под её руководством к поликлинике Центра СПИД был присоединен стационар, впервые в стране было создано отделение материнства и детства, медико-психологическое отделение и отделение социальной помощи, был открыт первый в России хоспис — отделение паллиативной медицины для больных ВИЧ/СПИДом, цирротической стадией хронического гепатита и другими заболеваниями. Была усовершенствована лабораторная служба Центра.
Её монография (в соавторстве) «Хронические вирусные гепатиты и цирроз печени : руководство для врачей» входит в список основной литературы Дополнительной профессиональной программы повышения квалификации врачей СЗГМУ имени И. И. Мечникова.

## Награды
Заслуги Елены Николаевны Виноградовой перед отечественным здравоохранением были неоднократно отмечены правительственными грамотами и дипломами, благодарственными письмами Комитета по здравоохранению Правительства Санкт-Петербурга. Она была награждена медалью «В память 300-летия Санкт-Петербурга».

## Память
Имя Елены Николаевны Виноградовой носит Гепатологический центр (бывшая Городская инфекционная больница № 10), где она работала.

## Книги
- Виноградова Е. Н. (в соавторстве). Хронические вирусные гепатиты и цирроз печени : руководство для врачей / А. Г. Рахманова, А. А. Яковлев, Е. Н. Виноградова [и др]; под редакцией А. Г. Рахмановой. — СПб.: СпецЛит, 2006. — 412, с. — ISBN 5-299-00318-8.
- Виноградова Е. Н. ВИЧ/СПИД и дети : (для медицинских и социальных работников) / под ред. А. Г. Рахмановой. — [Изд. 2-е, перераб. и доп.]. — СПб.: АБТ, 2007.